# Mattia Casse
Pour les articles homonymes, voir Casse.
Mattia Casse, né le 19 février 1990 à Moncalieri, est un skieur alpin italien. Actif depuis 2005, il est champion du monde junior de descente en 2010.  Il remporte sa première victoire en Coupe du monde à Val Gardena en s'imposant dans le Super-G le 20 décembre 2024. 

## Palmarès

### Championnats du monde
| Épreuve / Édition | Saint-Moritz 2017 | Åre 2019 | Cortina d'Ampezzo 2021 |
| ----------------- | ----------------- | -------- | ---------------------- |
| Descente          | 22e               | 17e      | -                      |
| Super G           | 19e               | 8e       | Abandon                |
| Combiné           | 17e               | -        | -                      |

### Coupe du monde
- Meilleur classement général : 26e en 2020.
- 4 podiums dont 1 victoire.

#### Classements
| Saison | Général | Slalom | Slalom géant | Super G | Descente | Combiné |
| ------ | ------- | ------ | ------------ | ------- | -------- | ------- |
| 2010   | 155e    | —      | —            | —       | 57e      | —       |
| 2011   | 164e    | —      | —            | 57e     | —        | —       |
| 2012   | 72e     | —      | 41e          | 54e     | 43e      | 32e     |
| 2014   | 126e    | —      | —            | 43e     | —        | —       |
| 2015   | 85e     | —      | —            | 37e     | 40e      | 28e     |
| 2016   | 48e     | —      | —            | 17e     | 31e      | 32e     |
| 2017   | 109e    | —      | —            | —       | 44e      | 26e     |
| 2018   | 154e    | —      | —            | 50e     | —        | —       |
| 2019   | 77e     | —      | —            | 32e     | 30e      | 41e     |
| 2020   | 26e     | —      | —            | 6e      | 24e      | —       |
| 2021   | —       | —      | —            | —       | —        | —       |
| 2022   | 55e     | —      | —            | 24e     | 30e      | —       |

#### Détail des victoires
| Saison / Épreuve | Super G     | Total |
| 2024-2025        | Val Gardena | 1     |
| Total            | 1           | 1     |

### Championnats du monde junior
- Mont-Blanc 2010 :
  -  Médaille d'or en descente.
  -  Médaille de bronze en super G.

### Coupe d'Europe
- 5 victoires.

En date de février 2019

### Championnats d'Italie
- Champion du super combiné en 2011.
- Champion du super G en 2016.